# Transversumresektion
Als Transversumresektion bezeichnet man die Entfernung des querlaufenden Grimmdarms (Colon transversum).

## Indikationen
Die Transversumresektion kann beim kolorektalen Karzinom oder bei einem Mesenterialinfarkt notwendig werden.

## Operationsausmaß
Entfernt wird prinzipiell nur das Colon transversum. Im Falle eines bösartigen Tumors wird das Omentum majus mit seinen Gefäßen entfernt. Der Lymphabfluss erfolgt entlang der Lymphknoten um die Arteria colica media bis zum Abgang der Arteria mesenterica superior aus der Aorta. Bei mangelnder Ausprägung der Riolan-Anastomose kann auch die Entfernung der linken Kolonbiegung notwendig werden. Die Transversumresektion wird mittlerweile selten durchgeführt. Bei Dickdarmkrebs wird mittlerweile oft eine erweiterte Hemikolektomie empfohlen.